# کراوفوردزویل (اورگن)
کراوفوردزویل (به انگلیسی: Crawfordsville) یک منطقهٔ مسکونی در ایالات متحده آمریکا است که در شهرستان لین، اورگن واقع شده‌است.